# Naudoliva
Naudoliva is een geslacht van weekdieren uit de klasse van de Gastropoda (slakken).

## Soorten
- Naudoliva caitlinae Kilburn, 1989
- Naudoliva vorsteri Lussi, 1995